# Mason megye (Illinois)
Mason megye az Amerikai Egyesült Államokban, azon belül Illinois államban található. Megyeszékhelye és legnagyobb városa Havana. Lakosainak száma 13 086 fő (2020. április 1.). Mason megye Fulton, Tazewell, Logan, Menard, Cass és Schuyler megyékkel határos.

## Népesség
A megye népességének változása:
| Lakosok száma | 14 641 | 14 490 | 14 372 | 14 248 | 13 701 | 13 086 |
|               | 2010   | 2011   | 2012   | 2013   | 2015   | 2020   |